# Pseudombrophila misturae
Pseudombrophila misturae är en svampart som först beskrevs av William Phillips, och fick sitt nu gällande namn av Svrcek 1974. Pseudombrophila misturae ingår i släktet Pseudombrophila och familjen Pyronemataceae.   Inga underarter finns listade i Catalogue of Life.